# Anelosimus monskenyensis
Anelosimus monskenyensis là một loài nhện trong họ Theridiidae.
Loài này thuộc chi Anelosimus. Anelosimus monskenyensis được miêu tả năm 2006 bởi Agnarsson.